# Хырсово (Благоевградская область)
Хырсово (болг. Хърсово) — село в Благоевградской области Болгарии. Входит в состав общины Сандански. Находится примерно в 14 км к юго-востоку от центра города Сандански и примерно в 67 км к югу от центра города Благоевград. По данным переписи населения 2011 года, в селе  проживало 245 человек, преобладающая национальность — болгары.

## Население
| Год     | 1934 | 1946 | 1956 | 1965 | 1975 | 1985 | 1992 | 2001 | 2011 |
| ------- | ---- | ---- | ---- | ---- | ---- | ---- | ---- | ---- | ---- |
| Жителей | 834  | 974  | 889  | 873  | 685  | 498  | 438  | 341  | 245  |

|  |